# هارولد ليزلي وايت
هارولد ليزلي وايت (بالإنجليزية: Harold Leslie White)‏ هو أمين مكتبة أسترالي، ولد في 14 يونيو 1905، وتوفي في 31 أغسطس 1992.